# ファインマン・ポイント

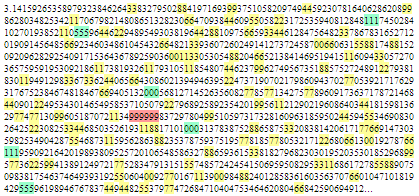
円周率の最初の数百桁には、多くの連続した2個の数字（黄色）と いくつかの連続した3個の数字（緑色）が現れる。6個連続した数字（赤色）がこの少ない桁数の中に現れることは、興味深く、奇異でさえある。

ファインマン・ポイント（英語：Feynman point）とは、円周率を十進法で表記したときに、小数点以下762桁目から始まる6個の「9」の並びのことである。この名称は、リチャード・ファインマンが円周率をこの桁まで暗記したいと講義の中で述べたとされることから名づけられた。ファインマンはこれを暗誦し、最後に「9, 9, 9, 9, 9, 9 以下続く (and so on.)」と締めくくったという。ファインマンがいつこの発言をしたのか、そもそも本当にこの発言をしたのかは不明確である。公開された伝記や彼の自伝で言及されていないし、彼の伝記を著したジェームス・グリークも、この話は知らないという。
"9,9,9,9,9,9, and so on."というフレーズの初出は、ダグラス・ホフスタッターの1985年の著書『メタマジック・ゲーム』(Metamagical Themas)である。ホフスタッターは次のように書いている。

私自身、狂った高校生の頃、πの380桁まで数字を覚えたことがある。私が抱いていて果たされなかった野望は、10進法で"999999"が現れる762桁まで辿り着くことだった。声に出して暗誦して、6つの9が出てきて「以下続く!」(and so on!)と言えるように。

## 統計
円周率はランダムな数字の並びと一般に信じられているが、そこで、全くランダムな数字の並びについて確率的に検討してみると、このような早い桁に任意の6個の数字が並ぶ確率は0.08%である。
次に同じ数字が連続して6個並ぶのは、193,034桁目から始まる「9」で、その次は、222,299桁目から始まる「8」である。ほかの数字では「0」の並びが最も遅く現れ、1,699,927桁目からである。
ファインマン・ポイントは、同じ数字が4個あるいは5個並ぶ最初の桁でもあり、次に同じ数字が連続して4個並ぶのは、1,589桁目から始まる「7」である。
「9」が1個、2個、3個、…、9個連続して並ぶ最初の桁は、それぞれ、5桁目、44桁目、762桁目、762桁目、762桁目、762桁目、1,722,776桁目、36,356,642桁目、564,665,206桁目である。
「 τ 」では、連続する7個の「9」の並びが761桁目から始まる。ちなみに、円周率で最初に現れる連続する7個の数字は、710,100桁目から始まる「3」である。

## 円周率の十進法表記
円周率のファインマン・ポイントまでの十進法表記は以下の通り。
| 3. | 1415926535 8979323846 2643383279 5028841971 6939937510 5820974944 5923078164 0628620899 8628034825 3421170679 8214808651 3282306647 0938446095 5058223172 5359408128 4811174502 8410270193 8521105559 6446229489 5493038196 4428810975 6659334461 2847564823 3786783165 2712019091 4564856692 3460348610 4543266482 1339360726 0249141273 7245870066 0631558817 4881520920 9628292540 9171536436 7892590360 0113305305 4882046652 1384146951 9415116094 3305727036 5759591953 0921861173 8193261179 3105118548 0744623799 6274956735 1885752724 8912279381 8301194912 9833673362 4406566430 8602139494 6395224737 1907021798 6094370277 0539217176 2931767523 8467481846 7669405132 0005681271 4526356082 7785771342 7577896091 7363717872 1468440901 2249534301 4654958537 1050792279 6892589235 4201995611 2129021960 8640344181 5981362977 4771309960 5187072113 4999999 and so on. |

## 関連書籍
- ダニエル・タメット『ぼくには数字が風景に見える』古屋美登里訳、講談社、2007年。ISBN 978-4-06-213954-0。
- ダグラス・ホフスタッター『メタマジック・ゲーム: 科学と芸術のジグソーパズル』竹内郁雄、片桐恭弘、斉藤康己 訳、白揚社、2005年。ISBN 978-4-8269-0126-0。